# 드라마 퀸
드라마 퀸(Confessions of a Teenage Drama Queen)은 2004년 공개된 미국의 뮤지컬 코미디 영화이다.
이 영화는 부에나 비스타 픽처스에 의해 2004년 2월 20일 개봉되었다. 대부분 부정적인 비평을 받았으며 전 세계적으로 3,300만 달러의 수익을 올렸다.

## 줄거리
뉴욕에서 자란 15세 소녀 롤라 셉은 유명한 브로드웨이 배우를 꿈꾼다. 하지만 가족과 함께 뉴저지 교외로 이사하게 되자 불만을 품지만, 곧 전설이 될 것이라며 자신감을 내비친다. 새로운 학교에서 롤라는 록밴드 시다서(Sidarthur)를 좋아하는 소외된 소녀 엘라 제라드를 사귀게 된다. 롤라는 밴드의 리드 싱어 스튜 울프를 우상처럼 여기고, 자신에게 호감을 보이는 샘이라는 남자아이도 만난다. 학교에서 가장 인기 많은 소녀 칼라 산티니는 롤라를 질투하며 괴롭히기 시작한다.
학교 연극 '엘리자 록스'의 주인공으로 롤라가 칼라를 제치고 캐스팅되자, 칼라는 롤라를 더욱 괴롭히겠다고 다짐한다. 칼라는 롤라가 시다서의 마지막 콘서트 티켓이 없다는 사실을 알고 조롱한다. 롤라는 거짓말로 자신과 엘라도 티켓이 있다고 둘러대지만, 결국 티켓을 구하지 못한다. 롤라는 엄마에게 용돈을 빼앗기고 콘서트 티켓을 살 기회를 놓치지만, 친구 엘라를 설득해 암표를 사기로 한다. 콘서트에 입고 갈 옷을 구하기 위해 샘의 도움을 받아 무대 의상을 몰래 빼내기도 한다.
콘서트 당일 밤, 롤라와 엘라는 뉴욕으로 향하지만 기차에서 돈을 잃어버리고 콘서트장에도 몰래 들어가지 못한다. 결국 롤라와 엘라는 스튜의 파티에 찾아가고, 술에 취한 스튜가 쓰러진 것을 발견해 함께 경찰서에 가게 된다. 롤라의 아버지가 경찰서에 오고, 롤라의 거짓말들이 밝혀지면서 친구 엘라는 크게 실망한다. 스튜는 감사를 표하며 모두를 파티에 데려가고, 롤라는 술에 취해 망가진 스튜의 모습에 실망한다.
학교로 돌아온 롤라는 칼라에게 조롱당하고, 자신이 스튜와 함께 경찰서에 있었다는 사실을 아무도 믿어주지 않아 우울해한다. 결국 롤라는 연극 공연을 포기하려 하지만, 엘라의 격려로 무대로 돌아가 칼라가 자신의 역할을 빼앗는 것을 막는다. 멋진 공연을 마친 롤라는 파티에서 스튜와 재회하고, 칼라의 거짓말이 들통나 망신을 당한다. 롤라는 칼라를 용서하고, 스튜와 춤을 추고 샘과 키스하며 영화는 끝난다.

## 배역
- 린제이 로한: 메리 엘리자베스 쳅/ 롤라 역
- 아담 가르시아: 스투 역
- 글렌 히들리: 카렌 역
- 앨리슨 필: 엘라 역
- 엘리 마리엔탈: 샘 역
- 캐롤 케인: 미스 바골리 역
- 메간 폭스: 칼라 역